# دين إليوت
دين إليوت (بالإنجليزية: Dean Elliott)‏ هو ملحن أمريكي، ولد في 11 مايو 1917 في سيوكس سيتي في الولايات المتحدة، وتوفي في 31 ديسمبر 1999 في قرية إنكلاين في الولايات المتحدة بسبب مرض آلزهايمر.

## وصلات خارجية
- دين إليوت على موقع IMDb (الإنجليزية)
- دين إليوت على موقع ميوزك برينز (الإنجليزية)
- دين إليوت على موقع أول ميوزيك (الإنجليزية)
- دين إليوت على موقع ديسكوغز (الإنجليزية)
- دين إليوت على موقع قاعدة بيانات الفيلم (الإنجليزية)